# Tucan cu cioc pătat
Tucanul cu cioc pătat (Selenidera maculirostris) este o specie de pasăre din familia Ramphastidae. Se găsește în Argentina, Brazilia și Paraguay.

## Taxonomie și sistematică
Tucanul cu ciocul pătat a fost descris inițial în genul Pteroglossus. Uneori a fost considerat conspecific cu tucanul lui Gould (S. gouldii) și cele două sunt specii surori. Este monotipic.

## Comportament
Din câte se știe, tucanul cu ciocul pătat este un rezident pe tot parcursul anului în întreaga sa zonă de răspândire.

### Hrană
Tucanul cu ciocul pătat caută hrană din subarboret până la mijlocul pădurii, singur, în perechi sau în grupuri mici. Se știe că dieta sa include fructe (cum ar fi Euterpe și Cecropia, precum și multe fructe cultivate în captivitate) și unele vertebrate, dar lipsesc detaliile.

### Reproducere
Sezonul de reproducere al tucanului cu ciocul pătat este între decembrie și iunie în partea de nord a arealului său și între octombrie și ianuarie în partea de sud. În sălbăticie cuibărește în cavitățile copacilor, iar ambele sexe se ocupă de pui, însă nu se știe aproape nimic altceva despre biologia sa naturală de reproducere. Perioada de incubație este de aproximativ 15 zile, iar timpul până la zbor este de aproximativ șase până la șapte săptămâni.

## Galerie

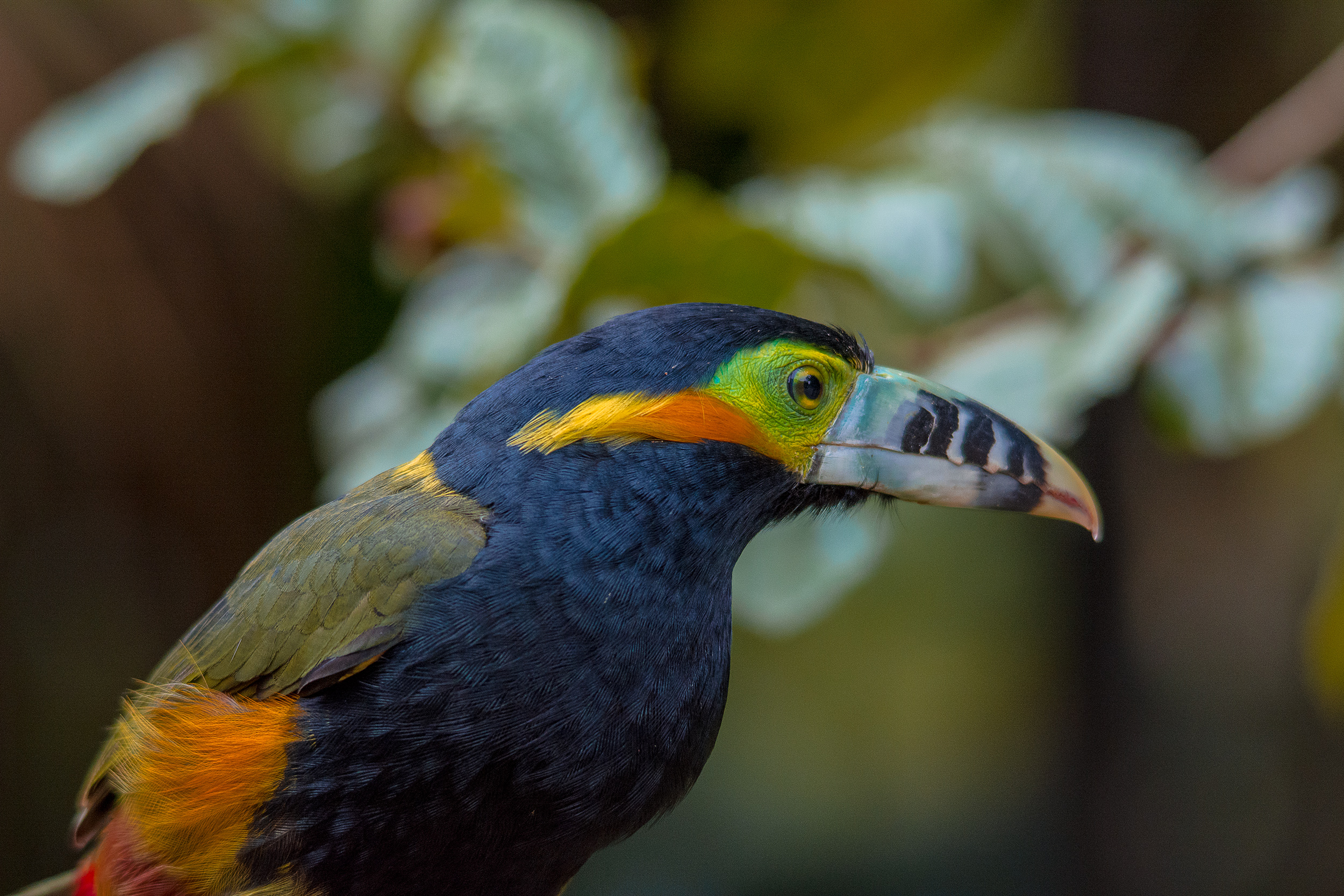
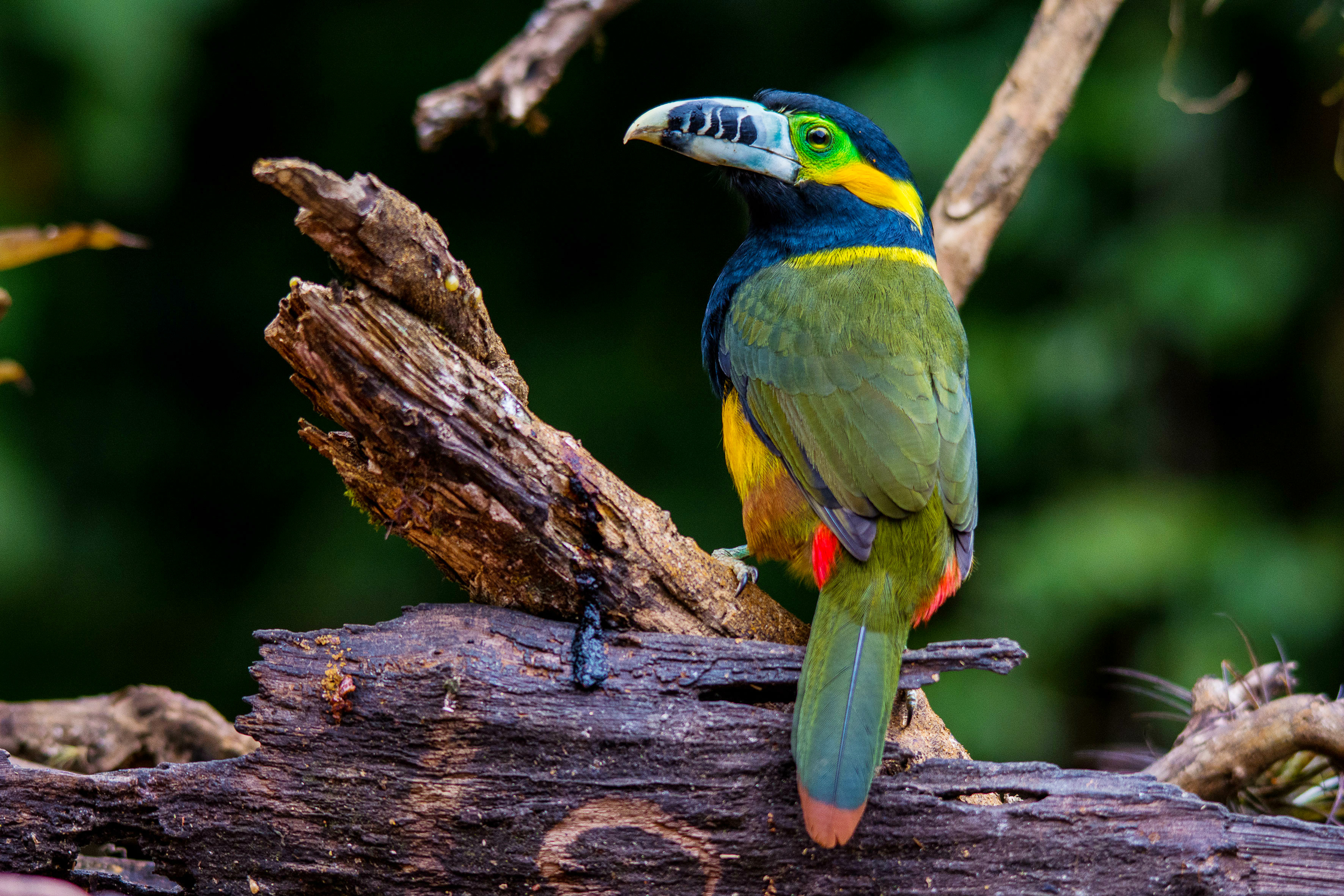
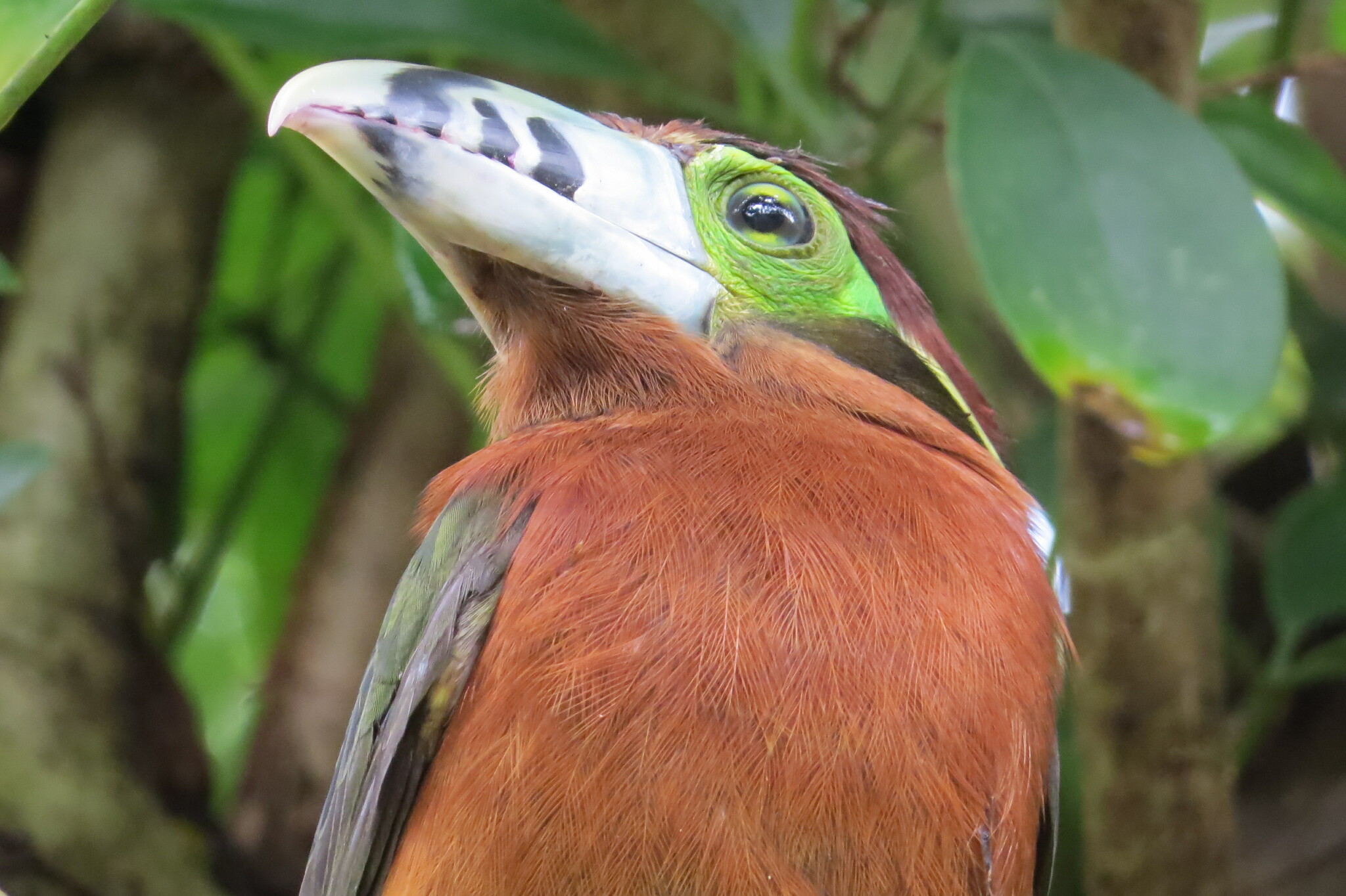